# Honoré-Charles Reille
Honoré-(nebo Henri)-Charles-Michel-Joseph, kníže Reille (1. září 1775 v Antibes – 1. března 1860 v Paříži) byl francouzský generál, maršál a pair.

## Biografie
Reille bojoval roku 1792 pod Dumouriezem a později byl pobočníkem Massény, s jehož dcerou se později oženil. Roku 1800 velitel Florencie a zástupce velitele italského generálního štábu. Roku 1803 byl povýšen do hodnosti brigádního generála. Roku 1805 ve válce proti Rakousku velel würtemberskému kontingentu, roku 1806-1807 bojoval u Jeny (14. října 1806), Pultusku a Ostrolenky. U Friedlandu (14. června 1807) byl Napoleonovým adjutantem. Ve válce na Pyrenejském poloostrově bojoval v Katalánsku a obsadil Figueres a Roses. Roku 1809 se účastnil bitvy u Wagramu (5. a 6. července) a vrátil se zpět do Španělska, kde se stal generálním guvernérem Navarry i Aragonska, velel portugalské armádě a s ní bojoval v bitvě u Vitorie (21. června 1813) a až do pádu Napoleona bojoval proti Wellingtonovi v Pyrenejích.
Po Napoleonově návratu z Elby se stal velitelem 2. sboru s kterým bojoval pod Neyem u Quatre-Bras (15. a 16. června 1815) a u Waterloo (18. června 1815). Roku 1819 byl jmenován pairem, roku 1847 maršálem Francie a roku 1852 senátorem.
Zemřel v Paříži a je pohřben na hřbitově Père-Lachaise v jednom hrobě se svým tchánem maršálem Massénou. Jeho syn Andre–Charles-Victor Reille (1815-1887) byl též generálem a od roku 1860 generálním adjutantem Napoleona III. Jemu připadla povinnost na bitevním poli u Sedanu předat kapitulační dopis Napoleona III. Vilémovi I.